# علی علیف
علی زورکانائویچ علیف (به روسی: Али Зурканаевич Алиев) (زادهٔ ۲۹ نوامبر ۱۹۳۷ – درگذشتهٔ ۷ ژانویه ۱۹۹۵) کشتی‌گیر آزادکار اهل اتحاد جماهیر شوروی سوسیالیستی و از آوارهای داغستان بود.
وی ۵ مرتبه عنوان قهرمانی جهان را به دست آورد و نخستین کشتی‌گیر از داغستان بود که توانست قهرمان کشتی آزاد بشود. وی در المپیک‌های تابستانی ۱۹۶۰، ۱۹۶۴ و ۱۹۶۸ نیز شرکت کرد و به مقام‌های چهارم و ششم دست یافت.

## مسابقات کشتی علیف
پس از مرگ وی در سال ۱۹۹۵، فدراسیون کشتی روسیه رقابت‌های بین‌المللی کشتی یادوارهٔ علی علیف را از سال ۱۹۹۵ به صورت سالانه در مجموعهٔ ورزشی علی علیف (مرکز تمرینی کشتی علی علیف) در کاسپیسک، داغستان، روسیه میزبانی می‌کند.